# Sin mí (canción de Villanos)
«Sin mí» es una canción y sencillo creada por Niko Villano e interpretada por la banda de rock argentina Villanos, es una de las canciones más conocidas y clásicas del grupo y uno de los éxitos masivos de la banda. El tema fue lanzado en el álbum Superpoderosos, en 2004, como track 1. 

## La letra
La letra habla de una relación de amor que terminó entre dos personas y trata de que ella está mejor sin el, pero al final él puede ver la luz y sigue con su vida. Para muchos es considerada la mejor canción de toda la carrera de Villanos hasta ahora. Aunque fieles seguidores de la época más punk del grupo dicen que ha traicionado el ritmo que venía llevando Villanos durante años.

## La música
- El tema podría ser definido como una canción de power pop aunque tiene partes donde se asemeja al estilo punk de Villanos.

## El video
Fue dirigido por Guillermo Constanzo. 
El video filmado en formato Súper 8 relata una historia de amor, en el cual los Villanos tienen que enfrentar a diversos monstruos para rescatar al amor de Niko.

## Músicos
- Niko Villano (Voz y Guitarra)
- Mini Villano (Guitarra y Coros)
- René Villano (Bajo)
- Santi Villano (Batería)

## Versiones
- La versión clásica está incluida en el álbum Superpoderosos y es la que se ejecuta en el video.
- Hay otra versión del tema en el álbum en vivo Acusticosas editado en 2008.

## Posicionamientos en rankings
«Sin mí» obtuvo gran difusión en los medios radiales y televisivos, trepando hasta los primeros lugares de todos los rankings argentinos.